# إن إكس تي أرايفل
إن أكس تي أريڤال بالإنجليزية (NXT Arrival) هو أحد عروض شركة المصارعة الحرة wwe و تم عرضة في 27 فبراير 2014 .

## الملخص
| الترتيب | المباراة | الشروط | الزمن |
| ------- | -------- | ------ | ----- |
| 1       | مثال     | مثال   | مثال  |
| 2       | مثال     | مثال   | مثال  |
| 3       | مثال     | مثال   | مثال  |
| 4       | مثال     | مثال   | مثال  |
| 5       | مثال     | مثال   | مثال  |
| 6       | مثال     | مثال   | مثال  |
| 7       | مثال     | مثال   | مثال  |